# Бэнкс, Джонатан
Джо́натан Рэй Бэнкс (англ. Jonathan Ray Banks; род. 31 января 1947, Вашингтон, США) — американский актёр кино и телевидения. Он получил признание критиков за роль Майка Эрмантраута в телесериале «Во все тяжкие», его спин-оффе «Лучше звоните Солу» и фильме-сиквеле «Путь: Во все тяжкие. Фильм».

## Биография
Родился в семье сотрудницы ЦРУ. Учился в Индианском университете в Блумингтоне, где его сокурсником был Кевин Клайн. В то время они вместе занимались постановкой пьесы «Трёхгрошовая опера».
Бэнкс бросил университет Индианы для участия в гастролях с группой режиссёра. С постановочной группой он приехал в Австралию и остался работать в театре. В 1974 году он переехал в Лос-Анджелес, где зарабатывал на жизнь, выискивая и исполняя эпизодические роли на телевидении.

### В кино
Возможно, более всего он известен исполнением ролей в двух фильмах с Эдди Мёрфи в главных ролях: «Сорок восемь часов» и «Полицейский из Беверли-Хиллз». В первом из них Бэнкс сыграл персонажа, являющегося другом главного героя и убитого злодеем, с чего и начинает историю главного героя. В фильме «Полицейский из Беверли-Хиллз» Бэнкс играет злодея, убивающего друга главного героя и начинающего историю. Другими его ролями стали съёмки в фильмах «Вооружён и опасен», «Корпорация „Бессмертие“», «Флиппер», «Аэроплан!», «Гремлины», «Убей меня, убей себя» и «В осаде 2: тёмная территория», фильм «Пуля» (2014) с Денни Трехо.

### На телевидении
Прорывом в телесъёмках для него стало участие в сериале «Умник», где он в течение четырёх лет играл Фрэнка Макпайка, что привело его к номинации на премию Эмми. Хотя его персонаж прежде всего являлся наставником героя, иногда некоторые признаки характеризуют Макпайка как героя. В 1981 году он снялся в роли голландца Шульца в сериале «Гангстерские хроники» телеканала NBC. Также Бэнкс исполнил главную роль в непродолжительном научно-фантастическом телесериале «Иное» и сыграл коммандера Нувина Кролла в ситкоме Fired Up.

### В телесериалах
Бэнкс также снялся в телесериалах «Шпионка», CSI, «Новый день», «Горец», «Мэтлок», «Подводная одиссея», «Звёздный путь: Глубокий космос 9», Women of the House, «Крутой Уокер: правосудие по-техасски», «Декстер», «Скорая помощь», «Детектив Раш», «Акула», «Американская семейка», «C.S.I.: Место преступления Майами», «Обмани меня» и «Два с половиной человека», в 5 сезоне «Сообщества», в одной серии сериала «Строго на юг», в одной серии сериала «Касл», и в одной серии сериала «Пространство».
В конце второго сезона сериала «Во все тяжкие» Бэнкс снялся в роли Майка Эрмантраута, бывшего полицейского, а потом начальника охраны сети закусочных Los Pollos Hermanos и главного доверенного лица Гуса Фринга. По сюжету его герой выполняет много разной работы для Фринга, от поездок за деньгами до убийств врагов Гуса. С тех пор его персонаж стал регулярно появляться в третьем и четвёртом сезонах, а в пятом сезоне становится одним из главных действующих лиц сериала. С 2015 по 2022 год играл одну из главных ролей в сериале «Лучше звоните Солу», который является спин-оффом сериала «Во все тяжкие».

## Личная жизнь
В 1968 году его женой стала женщина по имени Марни, но спустя два года они расстались. В декабре 1990 года он женился на Дженнере Бэнкс и она до сих пор сопровождает его на всех светских мероприятиях.

## Фильмография
| Год       |     | Русское название                                   | Оригинальное название                                      | Роль                    |
| --------- | --- | -------------------------------------------------- | ---------------------------------------------------------- | ----------------------- |
| 1978      | ф   | Возвращение домой                                  | Coming Home                                                | морской пехотинец       |
| 1978      | ф   | Дешёвый детектив                                   | The Cheap Detective                                        | Кэбби                   |
| 1978      | ф   | Кто остановит дождь                                | Who'll Stop the Rain                                       | морской пехотинец       |
| 1979      | ф   | Роза                                               | The Rose                                                   | телевизионный промоутер |
| 1980      | ф   | Аэроплан!                                          | Airplane!                                                  | Гандерсон               |
| 1980      | ф   | Буйнопомешанные                                    | Stir Crazy                                                 | Джек Грэм               |
| 1981      | тф  | Гангстерские войны                                 | Gangster Wars                                              | Голландец Шульц         |
| 1982      | ф   | Фрэнсис (фильм)                                    | Frances                                                    | автостопщик             |
| 1982      | ф   | Сорок восемь часов                                 | 48 Hrs.                                                    | детектив Олгрен         |
| 1983      | тф  | Убей меня, убей себя                               | Murder Me, Murder You                                      | Янос Сарацин            |
| 1984      | ф   | Гремлины                                           | Gremlins                                                   | Брент, помощник шерифа  |
| 1984      | ф   | Приключения Бакару Банзая: Через восьмое измерение | The Adventures of Buckaroo Banzai Across the 8th Dimension | Лизардо                 |
| 1984      | ф   | Полицейский из Беверли-Хиллз                       | Beverly Hills Cop                                          | Зак                     |
| 1986      | ф   | Вооружён и опасен                                  | Armed And Dangerous                                        | Клайд Клеппер           |
| 1986      | тф  | Пятая ракета                                       | The Fifth Missile                                          | Рэй Олсон               |
| 1987      | ф   | Холодная сталь                                     | Cold Steel                                                 | Исак «Айсмэн»           |
| 1987—1990 | с   | Умник                                              | Wiseguy                                                    | Фрэнк Макпайк           |
| 1990      | ф   | Сумасшедший медовый месяц                          | Honeymoon Academy                                          | Питт                    |
| 1992      | ф   | Корпорация «Бессмертие»                            | Freejack                                                   | Марк Мишлетт            |
| 1992      | ф   | Вот такие соседи                                   | There Goes the Neighborhood                                | «Красавчик» Гарри       |
| 1993      | ф   | Точка кипения (фильм)                              | Boiling Point                                              | Макс Уаксмен            |
| 1993      | тф  | В тупике                                           | Blind Side                                                 | Аарон                   |
| 1994      | ф   | Крутой Уокер 3: Смертельное примирение             | Walker Texas Ranger 3: Deadly Reunion                      | Шелби Валентайн         |
| 1995      | ф   | В осаде 2: Тёмная территория                       | Under Siege 2: Dark Territory                              | Скотти                  |
| 1996      | ф   | Флиппер                                            | Flipper                                                    | Дирк Моран              |
| 1996      | ф   | Тёмная порода                                      | Dark Breed                                                 | Джозеф Шей              |
| 1998      | тф  | Доллар за мертвеца                                 | Dollar for the Dead                                        | полковник Скиннер       |
| 1999      | ф   | Пусть дьявол носит чёрное                          | Let the Devil Wear Black                                   | Сатч                    |
| 1999      | ф   | Глупый                                             | Foolish                                                    | Намберс                 |
| 1999      | ф   | Мусор                                              | Trash                                                      | судья Каллум            |
| 2001      | ф   | Крокодил Данди в Лос-Анджелесе                     | Crocodile Dundee in Los Angeles                            | Майлос Драбник          |
| 2001      | ф   | Предел                                             | Proximity                                                  | Прайс                   |
| 2002      | ф   | Проклятый сезон                                    | Dark Blue                                                  | Джеймс                  |
| 2002      | ф   | Приглашение со вкусом смерти                       | R.S.V.P.                                                   | Уолтер Франклин         |
| 2006      | в   | Мозги набекрень                                    | Puff, Puff, Pass                                           | Лэнс                    |
| 2007      | ф   | Опустевший город                                   | Reign Over Me                                              | Стелтер                 |
| 2007—2007 | с   | Декстер                                            | Dexter                                                     | Макс Адамс              |
| 2008      | ф   | Гордый американец                                  | Proud American                                             | мистер Моретти          |
| 2009—2012 | с   | Во все тяжкие                                      | Breaking Bad                                               | Майк Эрмантраут         |
| 2011      | с   | Два с половиной человека                           | Two and a Half Men                                         | сотрудник ломбарда      |
| 2012      | ф   | Акварельные открытки                               | Watercolor Postcards                                       | Ледболл                 |
| 2013      | ф   | Поймай толстуху, если сможешь                      | Identity Thief                                             | Паоло                   |
| 2013      | кор | Рык                                                | Roar                                                       | Берни Уоррен            |
| 2014      | ф   | Пуля                                               | Bullet                                                     | Карлито Кейн            |
| 2014      | ф   | Неизвестные авторы                                 | Authors Anonymous                                          | Дэвид Кэллэхер          |
| 2014      | ф   | Несносные боссы 2                                  | Horrible Bosses 2                                          | детектив Хэтчер         |
| 2015—2022 | с   | Лучше звоните Солу                                 | Better Call Saul                                           | Майк Эрмантраут         |
| 2015      | с   | Пространство                                       | The Expanse                                                | старпом «Кентербери»    |
| 2015      | с   | Разрушители легенд                                 | MythBusters                                                | Камео                   |
| 2016      | ф   | Срок жизни                                         | Term Life                                                  | Харпер                  |
| 2016      | кор | Алиби                                              | Alibi                                                      | Билли                   |
| 2017      | ф   | Ферма «Мадбаунд»                                   | Mudbound                                                   | Паппи Макаллан          |
| 2018      | ф   | Пассажир                                           | The Commuter                                               | Уолт                    |
| 2018      | мф  | Суперсемейка 2                                     | Incredibles 2                                              | Рик Дикер               |
| 2018      | ф   | Радбод                                             | Redbad                                                     | Пипин Геристальский     |
| 2019      | ф   | Путь: Во все тяжкие. Фильм                         | El Camino: A Breaking Bad Movie                            | Майк Эрмантраут         |
| 2022      | мф  | Женщина-кошка: Охота                               | Catwoman: Hunted                                           | Черная Маска            |
| 2024      | мф  | Лунная девочка и ДиноДьявол                        | Moon Girl and Devil Dinosaur                               | Silvermane              |
| 2024      | с   | Созвездие                                          | Constellation                                              | Генри                   |
| 2024      | мф  | Кайтмен: Чёрт возьми, да!                          | Kite Man: Hell Yeah!                                       | Noonan                  |